# Idalus
Idalus é um gênero de traça pertencente à família Arctiidae.